# Aegean Airlines
Aegean Airlines är Greklands största flygbolag räknat till flottstorlek, antal destinationer samt till antalet passagerare. Det flyger linjeflyg och charterflyg från Aten och Thessaloniki till andra större grekiska destinationer jämte en rad europeiska destinationer. Huvudflygplatsen är Aten-Elefthérios Venizélos internationella flygplats med en andra hubb på Thessalonikis internationella flygplats.
2008 transporterade bolaget 5 978 083 passagerare  och passerade för första gången Olympic Airlines.

## Historik
Bolaget grundades som Aegean Aviation 1987. Ursprungligen var man specialiserade på exklusivt VIP/affärsflyg samt ambulansflyg. Den 17 februari 1992 blev bolaget det första privata som tilldelades en operatörslicens i Grekland .
Aegean Aviation köptes av Vasilakis Group 1994 .
Bolaget bytte namn till Aegean Airlines och började med linjeflyg i slutet av maj 1999 . De första kommersiella turerna gick från Aten till Heraklion och Thessaloniki med två helt nya BAe 146/RJ100. I december samma år köptes Air Greece .
I mars 2001 beslutades att Aegean och Cronus Airlines skulle gå samman och man flög under övergångsperioden under namnet Aegean Cronus Airlines.
Sedan november 2005 samarbetar bolaget med Lufthansa  och erbjuder del i Miles & More-programmet.
I mars 2006 inleds samarbete med TAP Portugal  och i januari 2009 med Brussels Airlines .
Den 26 maj 2009 godkändes Aegean Airlines ansökan till Star Alliance  och man blev medlem 30 juni 2010.

## Flotta
I maj 2018 bestod Aegean Airlines flotta av följande flygplan:
| Flygplan        | Antal | Order | Optioner | Passagerare | Passagerare | Passagerare | Noteringar |
| Flygplan        | Antal | Order | Optioner | C           | Y           | Totalt      | Noteringar |
| --------------- | ----- | ----- | -------- | ----------- | ----------- | ----------- | ---------- |
| Airbus A319-100 | 1     | —     | —        | 12          | 132         | 144         |            |
| Airbus A320-200 | 37    | —     | —        | 12          | 162         | 174         |            |
| Airbus A321-200 | 11    | —     | —        | 12          | 189         | 201         |            |
| Totalt          | 49    | 0     | 0        |             |             |             |            |

## Destinationer
- Albanien
  - Tirana - Tiranas internationella flygplats Moder Teresa

- Belgien
  - Bryssel - Bryssel-Zaventems flygplats

- Bulgarien
  - Sofia - Sofias flygplats

- Cypern
  - Larnaca - Larnacas internationella flygplats

- Danmark
  - Köpenhamn - Kastrups flygplats

- Finland
  - Helsingfors - Helsingfors-Vandas flygplats

- Frankrike
  - Paris - Paris-Charles de Gaulle flygplats

- Grekland
  - Alexandroupolis - Alexandroupolis internationella flygplats
  - Aten - Aten-Elefthérios Venizélos internationella flygplats
  - Chania - Chanias internationella flygplats
  - Chios - Chios nationella flygplats
  - Heraklion - Heraklions internationella flygplats
  - Ioánnina - Ioanninas nationella flygplats
  - Kavala - Kavalas internationella flygplats
  - Kefalinia - Kefalinias internationella flygplats
  - Korfu - Korfus internationella flygplats
  - Kos - Kos internationella flygplats
  - Lemnos - Lemnos internationella flygplats
  - Mykonos - Mykonos internationella flygplats
  - Mytilene - Mytilenes internationella flygplats
  - Rhodos - Rhodos internationella flygplats
  - Samos - Samos internationella flygplats
  - Santorini - Santorinis flygplats
  - Thessaloniki - Thessalonikis internationella flygplats

- Italien
  - Milano - Milano-Malpensa flygplats
  - Rom - Rom-Fiumicinos flygplats
  - Venedig - Aeroporto di Venezia-Tessera

- Rumänien
  - Bukarest - Henri Coandăs flygplats

- Spanien
  - Barcelona - Barcelona-El Prats flygplats

- Storbritannien
  - London - London-Stansteds flygplats

- Sverige
  - Stockholm - Stockholm Arlanda Airport
  - Malmö - Malmö Airport

- Turkiet
  - Istanbul - Istanbul Atatürk Airport

- Tyskland
  - Berlin - Berlin-Tegels flygplats
  - Düsseldorf - Düsseldorfs internationella flygplats
  - Frankfurt - Frankfurt Mains flygplats
  - München - Münchens flygplats
  - Stuttgart - Stuttgarts flygplats

## Olyckor och incidenter
Inga olyckor eller allvarliga incidenter med bolagets flygplan finns rapporterade .